# Ернесто Вільяріка Льямас
Ернесто Вільяріка Льямас (англ. Ernesto Villarica Llamas) (18 січня 1941) — філіппінський дипломат. Надзвичайний і Повноважний Посол Філіппін в Україні за сумісництвом (2004—2008).

## Життєпис
Народився 18 січня 1941 року. Здобув ступінь бакалавра наук із міжнародних відносин та ступінь магістра державного управління в Університеті Філіппін. У 1973 році він склав іспити на посаду офіцера з іноземних служб та комерційних аташе. У 1967 році вступив до Департаменту закордонних справ, в 1970 році був призначений на посаду економічного та інформаційного службовця, а пізніше третім секретарем та віцеконсулом у посольстві Філіппін у Куала-Лумпурі.
У 1975 році його відкликали до Міністерства закордонних справ, де він працював на посадах: начальника відділу Близького Сходу та Африки, Управління політичних питань; спеціального помічника Управління Міністерства закордонних справ; заступника генерального директора служби секретаря МЗС.
Він був призначений в посольство Філіппін в Багдаді в 1980 році, спочатку як перший секретар і генеральний консул, а потім як радник міністра та генеральний консул. У 1982 році його перевели до посольства Філіппін у Вашингтоні на посаду радника міністра. Потім він служив у цій же якості в посольстві Філіппін у Канберрі з 1986 по 1988 роки.
Він був призначений виконавчим директором Управління міжнародних економічних питань та розвитку після його відкликання до МЗС Філіппін у 1988 році. У 1989 році він був призначений на посаду генерального директора Управління з питань персоналу та адміністративних служб.

## Надзвичайний і Повноважний Посол
У 1990—1993 рр. — Надзвичайний і Повноважний Посол Філіппін у Веллінгтоні, Нова Зеландія;
У 1993—1996 рр. — Надзвичайний і Повноважний Посол Філіппін в Ісламабаді, Пакистан;
У 1999—2002 рр. — Надзвичайний і Повноважний Посол Філіппін в Тегерані, Іран;
У 2002—2003 рр. — Надзвичайний і Повноважний Посол Філіппін у Сингапурі.
У 2003—2008 рр. — Надзвичайний і Повноважний Посол Філіппін в РФ з акредитацією у Вірменії, Азербайджані, Білорусі, Грузії, Казахстані, Киргизстані, Таджикистані, Туркменістані, Україні та Узбекистані.
У 2004—2008 рр. — Надзвичайний і Повноважний Посол Філіппін в Україні за сумісництвом. 27 квітня 2004 року вручив вірчі грамоти Президенту України Леоніду Кучмі.
У 2004—2008 рр. — Надзвичайний і Повноважний Посол Філіппін у Вірменії за сумісництвом. 20 липня 2004 року вручив вірчі грамоти Президенту Вірменії Роберту Кочаряну
У 2004—2008 рр. — Надзвичайний і Повноважний Посол Філіппін в Казахстані за сумісництвом. У листопаді 2004 року вручив вірчі грамоти Президенту Казахстану Нурсултану Назарбаєву

## Сім'я
- Дружина — Макарія Теодоро Кастаньєда
- Син — Фідель Констанціо.